# Angeli con la pistola
Angeli con la pistola (Pocketful of Miracles) è un film del 1961, diretto da Frank Capra, remake del film Signora per un giorno (1933) dello stesso regista.

## Trama
Durante il proibizionismo, Dave "lo Sciccoso" è a capo di una banda di contrabbandieri di alcolici a New York. Dave è un tipo superstizioso, che ha un debole per le mele "magiche" vendute da Apple Annie, una mendicante alcolizzata, convinto che gli portino fortuna. Apple Annie con grandi sacrifici ha mantenuto la figlia Louise in un collegio in Spagna dove la ragazza ha conosciuto il figlio del conte Alfonso Romero. Il conte, il figlio Carlos e anche Louise (che non sa nulla della situazione economico-sociale della madre) stanno per arrivare a New York per conoscere la famiglia.
Dave, che in fondo ha un cuore d'oro, decide di aiutare Annie, e con la sua banda organizza i preparativi per trasformare la stracciona in una gran signora. Con la sua fidanzata Regina Martin, proprietaria di un night club, con Carmelo, il suo "vice" brontolone, con il simpatico autista detto "Piccolo", con il distinto maggiordomo Hutchins e l'ex-giudice e giocatore di biliardo Henry Blake, Dave organizza una messinscena grandiosa e prepara una finta "festa dell'alta società" per impressionare i nobili spagnoli e per annunciare il fidanzamento tra Carlos e Louise. I vari VIP dovrebbero essere impersonati dai componenti della banda di Dave e dalle ballerine del night club di Regina.
I "duri" e le "pupe", purtroppo, non sono degli attori; l'inganno sta per essere scoperto quando la polizia, sulle tracce di tre giornalisti di cronaca mondana che Dave aveva fatto prigionieri perché non scoprissero la verità, circonda il suo locale impedendo così a tutti di uscire per presentarsi al ricevimento. Dave allora decide di parlare al capo della polizia, inizialmente ricattandolo con le informazioni su dove si trovano i giornalisti; lo stratagemma non funziona e viene portato al cospetto del Sindaco e del Governatore dello Stato di New York, che si trovano in città per un ricevimento. Dave a questo punto cede e racconta la disarmante verità al Governatore, al Sindaco, al Capo della Polizia e tutta la vera "alta società" tant'è che essi, commossi dalla vicenda, decidono di partecipare davvero alla festa di Annie aiutando così la povera donna a salvare le apparenze.
La sera stessa Louise e gli spagnoli salgono sul transatlantico che li ricondurrà in Europa; Dave e la fidanzata progettano di ritirarsi in una cittadina di provincia del Maryland ed Annie torna ad organizzare il lavoro della sua piccola "corte" di straccioni newyorkesi.

## Osservazioni
Tratto da Lady for a Day (Signora per un giorno), un racconto di Damon Runyon che Robert Riskin adattò a commedia, Angeli con la pistola è stato l'ultimo film girato da Frank Capra, che a soli 63 anni si ritirò dall'attività artistica. Si tratta di un remake: lo stesso Capra aveva girato infatti una prima versione nel 1933 intitolata appunto Signora per un giorno.
Bette Davis, che nel film ha la parte di Apple Annie, aveva già lavorato 15 anni prima a fianco di Glenn Ford ne L'anima e il volto (1946), mentre Hope Lange e Arthur O'Connell cinque anni prima avevano recitato insieme in Fermata d'autobus (1956). Arthur O'Connell e Peter Falk recitarono nuovamente insieme quattro anni dopo ne La grande corsa (1965). Nel film compare inoltre per l'ultima volta il grande caratterista Thomas Mitchell, che morirà l'anno dopo. È invece il film di esordio di Ann-Margret.
La musica che l'orchestra suona nella festa di ricevimento finale è il minuetto dal Quintetto per Archi in Mi Maggiore dell'italiano Luigi Boccherini.
Capra, per la parte di Dave the Dude (Dave lo Sciccoso nella versione italiana) avrebbe richiesto Frank Sinatra o Dean Martin e con Shirley Jones nella parte di Regina Martin. Si dovette "ripiegare" su Glenn Ford, che chiese e ottenne Hope Lange per la parte della fidanzata.
Nel 1989 Jackie Chan realizzò The Canton Godfather, ispirato liberamente a questo film.

## Doppiaggio
- Il personaggio di Carmelo (Peter Falk)[5] ha una dizione americana dal forte accento italiano, per essere doppiato da Oreste Lionello con cadenza siciliana. Falk ripropone un personaggio simile, con lo stesso nome e dizione nella versione italiana de La grande corsa (1965).

## Riconoscimenti
- 1962 - Premio Oscar
  - Candidatura Miglior attore non protagonista a Peter Falk
  - Candidatura Migliori costumi a Edith Head e Walter Plunkett
  - Candidatura Miglior canzone (Pocketful Of Miracles) a Jimmy Van Heusen e Sammy Cahn
- 1962 - Golden Globe
  - Miglior attore in un film commedia o musicale a Glenn Ford
  - Candidatura Miglior film commedia o musicale
  - Candidatura Miglior attrice in un film commedia o musicale a Bette Davis